# جيف هيكسون
جيف هيكسون (بالإنجليزية: Geoff Hickson)‏ هو لاعب كرة قدم بريطاني في مركز حراسة المرمى، ولد في 26 سبتمبر 1939 في كرو في المملكة المتحدة. لعب مع بلاكبيرن روفرز وبورت فايل وستوك سيتي وشروزبري تاون ونادي ساوثبورت ونادي كرو ألكساندرا ونادي ليفربول.